# Frederic Tudor
Frederic Tudor (Boston, 4 settembre 1783 – Boston, 6 febbraio 1864) è stato un mercante statunitense.
Era noto come il "re del ghiaccio" di Boston; fu il fondatore della Tudor Ice Company e un pioniere del commercio internazionale del ghiaccio all'inizio del XIX secolo. Accumulò una fortuna spedendo ghiaccio, tagliato dai laghetti della Nuova Inghilterra, ai porti nei Caraibi, in Europa, fino all'India ed a Hong Kong.

## Carriera e famiglia
Frederic Tudor era il terzo figlio di William Tudor, un benestante avvocato di Boston, e di Delia Jarvis Tudor. Il suo fratello maggiore William Tudor (1779–1830) sarebbe diventato una delle figure letterarie di spicco a Boston, ma Frederic Tudor respinse l'occasione di essere educato a Harvard e dall'età di 13 anni si occupò di affari.
Dopo una visita ai Caraibi, decise che avrebbe potuto fare una fortuna esportandovi ghiaccio dai laghetti del Massachusetts.
Nel 1806 Tudor comprò il suo primo bricco, il Favorite, per trasportare ghiaccio tagliato dalla fattoria di suo padre a Saugus, 2500 km da Charlestown, fino alla Martinica. Esso lasciò i dock il 10 febbraio 1806 ed il seguente articolo venne pubblicato sul 
Boston Gazette: 
(Boston Gazette del 10 febbraio 1806)
Mentre faceva caricare un mercantile con del ghiaccio e formulava un piano di attacco, mandò avanti suo fratello William e suo cugino James Savage per ottenere il monopolio dai vari governi dell'isola.
Benché un considerevole ammontare di ghiaccio si fosse sciolto durante i tre giorni del viaggio verso sud, egli riuscì a venderne gran parte di quanto ne era rimasto a bordo, con una perdita totale di 4500 dollari. Però l'anno seguente Tudor subì gravi perdite finanziarie, dopo che tre spedizioni all'Avana con il brigantino Trident si rivelarono in perdita.
Alcuni fattori erano a favore di Tudor: noleggiare navi costava poco, poiché molte lasciavano Boston vuote per prendere il carico più avanti nelle Indie Occidentali; il ghiaccio non costava nulla, salvo il lavoro di tagliarlo, che richiedeva una spesa; la segatura non costava anch'essa nulla, in quanto prodotto di scarto dell'industria del legno, e isolava bene il ghiaccio.
Tudor fece i suoi primi profitti nel 1810, quando le sue vendite lorde ammontarono a circa $ 7400, aumentate poi a poco meno di $ 9000, dei quali però egli ricevette solo $ 1000, a causa del comportamento disonesto del suo agente. A questo punto i suoi debiti personali superarono i suoi introiti ed egli trascorse parte degli anni 1812 e 1813 in prigione per debiti. Nel 1815, comunque, egli era riuscito a ottenere un prestito di $ 2100, sia per pagare il ghiaccio che per avere un nuovo fabbricato per conservare il ghiaccio all'Avana. Si trattava di una struttura a doppio rivestimento, di superficie lorda (muri inclusi) di 25 piedi quadrati e 95 di calpestio, alta 16 piedi, in grado di contenere 150 tonnellate di ghiaccio. "Inseguito dallo sceriffo fino al molo", a Boston, Tudor partì per l'Avana il 1º novembre 1815.

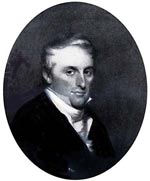
Frederic Tudor da giovane

Nel 1816 Tudor spediva ghiaccio dal Massachusetts a Cuba con efficienza sempre crescente e decise di provare a importare da Cuba frutta a New York.
Prese in prestito $ 3000 (al 40% di interessi) e noleggiò una nave da carico per importare limette, arance, banane e pere, conservandole con 15 tonnellate di ghiaccio e 2 di fieno. L'esperimento si concluse in un disastro, poiché pressoché tutta la frutta marcì durante il viaggio, che era durato un mese, lasciando Tudor con parecchie migliaia di dollari di debiti. Ancora pressato, egli aprì nuovi mercati in tre città meridionali degli Stati Uniti: Charleston; Savannah e New Orleans.
Tudor spese i successivi anni sperimentando vari tipi di isolamento termico. I pacchi di ghiaccio venivano confezionati a bordo della nave con trucioli di legno, segatura o paglia di riso sulla superficie esterna per isolare dal calore l'interno. I blocchi venivano anche attaccati insieme come una falegnameria molto fitta. Egli costruì ghiacciaie in tutti i tropici e creò colà una domanda di produzione del freddo.
Nel 1825 Tudor andò bene con le vendite di ghiaccio, ma la difficoltà del taglio manuale di quest'ultimo in grossi blocchi limitava la crescita della sua azienda. Comunque, un suo fornitore, Nathaniel Jarvis Wyeth, bardò cavalli con lame metalliche per tagliare il ghiaccio (aratro da ghiaccio). L'investimento di Wyeth rese la produzione di ghiaccio una produzione di massa e permise a Tudor di triplicarla.
Nel 1833 un mercante di Boston, Samuel Austin, propose una partnership per vendere ghiaccio in India, 26000 km e quattro mesi di distanza dal Massachusetts. Il 1º maggio 1833 il brigantino Tuscany partì da Boston per Calcutta con un carico di 180 tonnellate di ghiaccio tagliato nell'inverno. Quando esso si avvicinò al Gange nel settembre 1833, molti credettero che la spedizione fosse un elaborato scherzo, ma la nave al suo arrivo aveva ancora 100 tonnellate di ghiaccio. Nei successivi venti anni Calcutta sarebbe diventata la destinazione più redditizia di Tudor, fruttando un profitto stimato di $ 220.000. Tudor aveva tre ghiacciaie costruite in India per l'immagazzinamento: a Calcutta, Bombay e Madras. Quando gli affari di Tudor in India crollarono a causa dell'invenzione del metodo di fabbricazione del ghiaccio artificiale, la ghiacciaia di Madras fu venduta e ristrutturata per diventare Vivekanandar Illam.
All'inizio degli anni 1830, Tudor iniziò anche a speculare sui future sul caffè, con i suoi affari sul ghiaccio come collaterali. Inizialmente i prezzi del caffè salirono e Tudor guadagnò milioni di dollari, ma nel 1834 Tudor cadde in debito di oltre un quarto di milione di dollari, costringendolo a riconcentrarsi sul commercio del ghiaccio. Alla fine dell'anno Tudor scrisse che il 1834 era stato insoddisfacente in tutti gli aspetti tranne che in uno, quello del matrimonio con una signorina di 30 anni più giovane di lui.
Nell'estate del 1833, all'età di 50 anni, Frederic aveva volto le sue attenzioni su una giovane di 19 anni, Euphemia Fenno (1814 –1884), che aveva incontrato mentre lei stava visitando Boston dal Monte Upton (New York). Cominciò a scriverle regolarmente, con il risultato che Frederic ed Euphemia si sposarono il 2 gennaio 1834. Nel corso degli anni successivi la coppia ebbe sei figli. A quei tempi gli affari del ghiaccio si erano ampliati da New York fino al Maine.
La "tramvia a cavalli" Charlestown Branch si espanse fino a collegare le ghiacciaie di Tudor, Addison Gage e Nathaniel J. Wyeth con Fresh Pond (Cambridge, Massachusetts) con parecchi moli a Charlestown. Con la prima spedizione di ghiaccio nel dicembre 1841, il procedimento di trasporto del ghiaccio divenne molto più efficiente. Negli anni 1840 il ghiaccio veniva trasportato in tutto il mondo; nel 1845 una ghiacciaia fu aperta a Hong Kong, anche se lo rimase solo fino al 1850. Sebbene Tudor non avesse allora che una piccola parte del commercio, i profitti gli permisero di ripagare tutti i suoi debiti e recuperare un'esistenza confortevole.

## Il decesso
Frederic Tudor morì a Boston in casa sua, sull'angolo nordovest di Beacon e Joy Streets, sabato 6 febbraio 1864. La sua salma fu inumata nella tomba di famiglia nel cimitero di Tremont Street, ma i suoi resti potrebbero essere stati rimossi successivamente.